# Pucherit
Pucherit ist ein selten vorkommendes Mineral aus der Mineralklasse der „Phosphate, Arsenate und Vanadate“ mit der chemischen Formel Bi[VO4]. Pucherit ist damit chemisch gesehen ein Bismutvanadat.
Das Mineral kristallisiert im orthorhombischen Kristallsystem und entwickelt isometrische, senkrecht zur c-Achse tafelig ausgebildete sowie nadelige Kristalle bis zu 5 mm Größe, die häufig wellig gebogene Flächen aufweisen. Ferner existieren Überzüge aus winzigen Kriställchen sowie radialstrahlige bis kugelige Gruppen und derbe, ockerartige Mineral-Aggregate.

## Etymologie und Geschichte

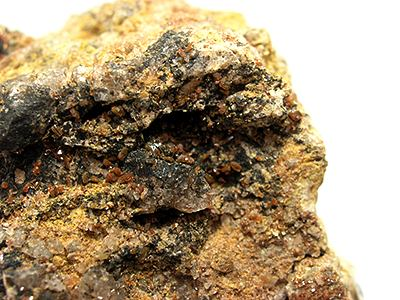
Pucherit auf Bismit von der Typlokalität, dem Pucherschacht bei Schneeberg im Erzgebirge (Größe: 4,2 cm × 3,5 cm × 1,6 cm)

In der Folge außerordentlich hoher Preise für Bismut wältigte man im Jahre 1868 die alte Pucher-Grube im Grubenfeld von Wolfgang Maaßen im heutigen Schneeberger Ortsteil Neustädtel im Erzgebirge wieder auf und fuhr nach dem Abteufen eines neuen Richtschachts, dem Pucher-Richtschacht, den Alexander Spat auf. An drusigen Stellen des Ganges, auf Klüften des abgebauten „Wismutockers“ (Bismutit) sowie im Nebengestein wurde noch im selben Jahr ein Mineral gefunden, welches in die Mineralienniederlage der Bergakademie Freiberg gelangte.
Der Freiberger Mineraloge Albin Weisbach führte dazu aus:

„Im Juni 1871 erhielt die hiesige bergakademische Mineralienniederlage durch Herrn Schichtmeister Graff in Neustädtel eine Stufe, welche viele kleine undeutliche Krystalle eines demantglänzenden braunen Minerals trug und welche mir vom Vorstand gedachter Niederlage, Herrn Factor Wappler, zur Besichtigung vorgelegt wurde. Nach Glanz und Farbe, sowie nach dem Fundort hätte man das Mineral für Kieselwismutherz (Eulytin) halten können […]. Deßhalb sprach ich in den ersten Augenblicken dasselbe für eine braune Varietät des von Breithaupt 1832 aufgestellten Atelestit an, dann aber des farbigen Striches wegen für ein neues Wismuthsalz, in welchem eine chromatische Basis oder Säure enthalten sei. Bei der äußerst geringen, zu Gebote stehenden Menge ging ich meinen Collegen Herrn Professor Th. Richter mit der Bitte an, das Löthrohrverhalten zu untersuchen und so wenigstens die qualitative Zusammensetzung festzustellen. Professor Richter erfüllte meine Bitte sofort und fand noch in meiner Gegenwart die Reactionen von Vanadin und Wismuth auf, erkannte somit den Körper als vanadinsaures Wismuthoxyd, eine Verbindung, die aus der Natur noch nicht bekannt war.

In Kenntniß hiervon unternahm unmittelbar darauf Herr A. Frenzel, Assistent am hiesigen Königl. Hüttenlaboratorium, einen Ausflug nach Neustädtel zu Herrn Schichtmeister Graff und brachte eine größere Anzahl Stufen mit, welche deutlichere, den Charakter des rhombischen Systems sofort zur Schau tragende Krystalle desselben Körpers darboten. Freiwillig überließ ich Herrn Frenzel die Veröffentlichung der Charakteristik […] der Specie, welcher wir auf Wunsch des Herrn Schichtmeister Graff nach dem Schachte (Puscherschacht) (sic!) der Grube, in dessen Nachbarschaft sie vorgekommen, den Namen Pucherit gaben.“

Die Typlokalität des Pucherits ist also der Pucher-Richtschacht der Grube Pucher im Grubenfeld von Wolfgang Maaßen in Schneeberg-Neustädtel, Erzgebirge, Sachsen. Typmaterial für das Mineral ist nicht definiert beziehungsweise dessen Aufbewahrungsort nicht dokumentiert.

## Klassifikation
In der zuletzt 1977 überarbeiteten 8. Auflage der Mineralsystematik nach Strunz gehörte der Pucherit zur Mineralklasse der „Phosphate, Arsenate und Vanadate“ und dort zur Abteilung „Wasserfreie Phosphate, Arsenate und Vanadate ohne fremde Anionen“, wo er als einziges Mitglied die „Pucherit-Gruppe“ mit der Systemnummer VII/A.13 bildete.
In der zuletzt 2018 überarbeiteten Lapis-Systematik nach Stefan Weiß, die formal auf der alten Systematik von Karl Hugo Strunz in der 8. Auflage basiert, erhielt das Mineral die System- und Mineralnummer VII/A.19-020. Dies entspricht ebenfalls der Abteilung „Wasserfreie Phosphate [PO4]3−, ohne fremde Anionen“, wo MineralName zusammen mit Dreyerit und Klinobisvanit eine unbenannte Gruppe mit der Systemnummer VII/A.19 bildet.
Die von der International Mineralogical Association (IMA) zuletzt 2009 aktualisierte 9. Auflage der Strunz’schen Mineralsystematik ordnet den Pucherit ebenfalls in die Abteilung der „Phosphate usw. ohne zusätzliche Anionen; ohne H2O“ ein. Diese ist allerdings weiter unterteilt nach der relativen Größe der beteiligten Kationen und dem Stoffmengenverhältnis der zusätzlichen Anionen zum Phosphat-, Arsenat bzw. Vanadatkomplex (RO4), so dass das Mineral entsprechend seiner Zusammensetzung in der Unterabteilung „Mit ausschließlich großen Kationen“ zu finden ist, wo es als alleiniges Mitglied die unbenannte Gruppe mit der Systemnummer 8.AD.40 bildet.
In der vorwiegend im englischen Sprachraum gebräuchlichen Systematik der Minerale nach Dana hat MineralName die System- und Mineralnummer 38.04.06.01. Dies entspricht ebenfalls der Klasse der „Phosphate, Arsenate und Vanadate“ und dort der Abteilung „Wasserfreie Phosphate etc., mit Hydroxyl oder Halogen“. Hier ist er als alleiniges Mitglied einer unbenannten Gruppe mit der Systemnummer 38.04.06 innerhalb der Unterabteilung „Wasserfreie Phosphate etc., A+XO4“ zu finden.

## Kristallstruktur
Pucherit kristallisiert im orthorhombischen Kristallsystem in der Raumgruppe Pnca (Raumgruppen-Nr. 60, Stellung 3), mit den Gitterparametern a = 5,33 Å; b = 5,05 Å und c = 12,00 Å sowie vier Formeleinheiten pro Elementarzelle.
Die Kristallstruktur von Pucherit besteht aus VO4-Tetraedern und BiO8-Dodekaedern mit dreieckigen Flächen. Jedes Dodekaeder teilt sich eine Kante mit einem Tetraeder und zwei Kanten mit benachbarten Dodekaedern. Die BiO8-Dodekaeder teilen sich ferner Ecken mit Tetraedern und Dodekaedern, wohingegen es keine Verknüpfung zwischen den Tetraedern gibt. Ein Vergleich der Struktur von Pucherit mit BiVO4 des Fergusonit- und Scheelit-Typs zeigt, dass sich diese Strukturen alle dahingehend ähneln, dass sie aus VO4-Tetraedern und BiO8-Dodekaedern bestehen. Hinsichtlich der Verbindung zwischen den Polyedern unterscheidet sich der Pucherit jedoch von den anderen Typen. Während sich das Dodekaeder im Pucherit zwei Kanten mit zwei anderen Dodekaedern und eine Kante mit einem Tetraeder teilt, teilen sich die Dodekaeder in der Fergusonit- oder Scheelit-Struktur vier Kanten mit benachbarten Dodekaedern und keine mit einem Tetraeder.

## Eigenschaften

### Morphologie
Pucherit bildet an der Typlokalität bis 5 mm große, zumeist isometrische Kristalle, deren Habitus an den der Kristalle des Euchroits bzw. den der Kristalle von Brookit und Columbit erinnert. Die Flächen sind – mit Ausnahme von {001} – mitunter wellig gekrümmt.
Durch Dominanz eines Prismas weisen die Pucherit-Kristalle einen säuligen, durch Dominanz der Basis {001} einen tafeligen Habitus, durch Dominanz von {110} einen nadeligen Habitus und durch Dominanz von {111} einen dipyramidalen Habitus auf. Häufige Flächenformen sind die Pinakoide {100}, {001} und {010}, die Prismen {011}, {021} und {210} sowie die Dipyramiden {111}, {112}, {211} und {522} (siehe dazu auch die abgebildeten Kristallzeichnungen). Die Flächen der Dipyramide {111} sind häufig parallel zur Kante zwischen {001} und {100} gestreift und mosaikartig gegliedert. Die Kristalle sind oft nicht einheitlich, sondern aus mehreren – meist nicht genau parallelen – Individuen, jedoch ohne wahrnehmbare Zwillingsbildung, zusammengesetzt. Diese Struktur bedingt die unebene Beschaffenheit der Kristallflächen.
Bei morphologischen Untersuchungen an insgesamt 4207 Pucherit-Kristallen aus Schneeberg, Sosa und Ullersreuth wurden insgesamt acht hauptsächliche Kristalltrachten ausgehalten, an deren Aufbau 17 verschiedene Kristallformen beteiligt sein können. An Schneeberger Pucheriten wurden sieben dieser Kristalltrachten identifiziert. Die Kristalle von Reichenbach sind hingegen fast ausschließlich tafelig, selten pyramidal und weisen nur fünf verschiedene Formen auf: {001}, {111}, {011}, {013} und {110}. Je nach Dominanz von {111} und {001} allein oder Kombination mit {011} zeigen die Kristalle in der Aufsicht einen quadratischen oder ausgesprochen rautenförmigen Umriss.

### Physikalische und chemische Eigenschaften
Die Farbe der Kristalle und Aggregate des Pucherits ist in Schneeberg bräunlichrot bis rötlichbraun, in Reichenbach je nach der Dicke der Tafeln hellgelb, gelborange, rotbraun bzw. hell- und dunkelbraun. Im Durchlicht ist Pucherit gelbbraun. Die Strichfarbe des durchsichtigen bis undurchsichtigen Pucherits ist dagegen immer gelb bzw. ockergelb. Die Oberflächen der Pucheritkristalle weisen einen glas- bis diamantähnlichen Glanz auf.
Das Mineral zeigt eine sehr vollkommene Spaltbarkeit nach der Basis (001), bricht aber aufgrund seiner Sprödigkeit ähnlich wie Glas oder Quarz, wobei die Bruchkanten schwach muschelig ausgeprägt sind. Mit einer Mohshärte von 4 gehört Pucherit zu den mittelharten Mineralen, die sich ähnlich wie das Referenzmineral Fluorit mit einem Taschenmesser leicht ritzen lassen. Die berechnete Dichte des Minerals liegt bei 6,69 g/cm³.
Vor dem Lötrohr im Glaskölbchen verhält sich Pucherit heftig zerknisternd. Auf Kohle schmilzt das Mineral und erzeugt einen gelben Beschlag aus Bismutoxid, mit Soda bekommt man Körnchen von metallischem Bismut. Die erkaltete Phosphorsalzperle erscheint in der oxidierenden Flamme hellgelb, in der reduzierenden Flamme chromgrün, bei Zusatz von Zinn wird die Perle schwarz. Die oxidierte Boraxperle zeigt nach dem Erkalten eine grüngelbe Färbung, die reduzierte ist im heißen Zustand braun und behält diese Farbe auch nach dem Erkalten bei. In Salzsäure löst sich das Mineral unter Chlorentwicklung sehr leicht zu einer tiefroten Flüssigkeit auf, welche beim Stehen (oder sofort bei der Verdünnung mit Wasser) grün wird. Mit Ammoniak scheidet sich ein gelblich- bis grauweißer Niederschlag aus vanadinsäurehaltigem Bismutoxidhydrat ab.

## Modifikationen und Varietäten
Die Verbindung BiVO4 ist trimorph und kommt in der Natur neben dem orthorhombisch kristallisierenden Pucherit noch als monoklin kristallisierender Klinobisvanit sowie als tetragonal kristallisierender Dreyerit vor. Pucherit stellt das natürliche vanadatdominante Analogon zum phosphatdominierten Ximengit sowie zu den arsenatdominierten Mineralen Rooseveltit und Tetrarooseveltit dar.
Beim Erhitzen auf über 773 K geht Pucherit strukturell in BiVO4 mit tetragonaler Scheelit-Struktur über. Bei Abkühlung wandelt sich die Scheelit-Struktur in eine BiVO4-Phase mit monokliner Fergusonit-Struktur um. Daraus wurde abgeleitet, dass Pucherit im System Bi2O3 – V2O5 möglicherweise keine stabile Phase ist, sondern durch geringe Anteile an formelfremden Elementen stabilisiert wird.

## Bildung und Fundorte

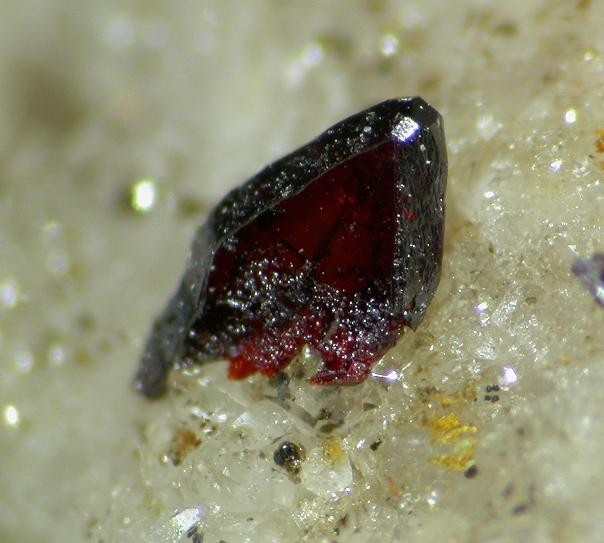
Rautenförmiger Pucherit-Kristall vom Punkt 14.0, Hohenstein, Gadernheim bei Reichenbach, Odenwald, Hessen (Sichtfeld: 4 mm)

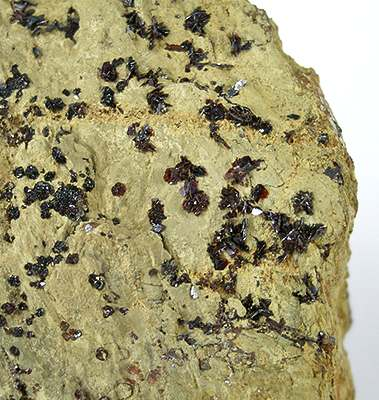
Pucherit-Kristalle auf massivem Bismutit aus der „Lavra da Posse“, São José de Brejaúba, Conceição do Mato Dentro, Minas Gerais, Brasilien (Größe: 6,7 cm × 4,6 cm × 2,7 cm)

Pucherit ist ein seltenes Alterationsprodukt primärer Bismutminerale und bildet sich sekundär in der Oxidationszone von hydrothermalen bismuthaltigen Erzlagerstätten. Gelegentlich tritt er auch in zonierten Granitpegmatiten auf, wo er als Oxidationsprodukt von gediegen Wismut entsteht.
Beim Pucherit der Typlokalität wurden für die Herkunft des Vanadiums ursprünglich die begleitenden Uranminerale angenommen. Später wurde das Vanadium aber aus den Torfmoorwässern hergeleitet, da die Grubenbaue der Grube Pucher vor der Wiederaufwältigung 200 Jahre unter Wasser aus den benachbarten Torfmooren gestanden hatten und sich Pucherit-Kristalle ausschließlich in der Nähe von mit solchen Wässern gefüllten Grubenbauen bildeten. Seit geraumer Zeit wird aber angenommen, dass aszendente Thermen mit hohem Redoxpotential das für die Bildung der Vanadate nötige Vanadium aus den benachbarten Schwarzschiefern und Graptolithenschiefern mobilisiert haben.
An der Typlokalität ist Pucherit vergesellschaftet mit Bismutit, Beyerit, Schumacherit, Petitjeanit, Schlegelit, Sillénit, Asbolan und Quarz. Begleitminerale in der Grube „Sosaer Glück“, Sosa bei Eibenstock, sind gediegen Bismut, Quarz, „Wismutocker“ (Bismutit) und Eulytin, bei Ullersreuth Bismuthinit, gediegen Bismut und Bismutoferrit. In Pegmatiten wie Londonderry mit Bismoclit und anderen Bismut-Oxidationsmineralen.
Als seltene Mineralbildung ist Pucherit nur von wenigen Fundorten beschrieben worden, kann aber an einigen Lokalitäten zum Teil etwas häufiger sein. Bisher (Stand 2016) sind rund 50 Fundorte bekannt.
Neben seiner Typlokalität ist Pucherit in Schneeberg auch aus den Gruben „Sauschwart“, „Siebenschlehen“ (Name-Jesu-Stollen), „Güldener Falk“ und „Hoffnung“ bekannt. Er kam ferner auf den Gruben „Sosaer Glück“, Sosa bei Eibenstock, und „Himmelfahrt“ bei Johanngeorgenstadt (alle Erzgebirge, Sachsen) vor. Auch aus dem Uranschurf Tirpersdorf im Vogtland und der Grube „Arme Hilfe“ bei Ullersreuth in Thüringen sowie vom Punkt 8.0 an der Borsteinklippe bei Reichenbach, einem Ortsteil von Lautertal (Odenwald) im Odenwald (Hessen) und im gleichen verkieselten Barytgang noch an drei weiteren Punkten in der Umgebung des Hohensteins bei Gadernheim kennt man Pucherit. Ein weiterer bekannter Fundort ist die Grube Clara im Rankach-Tal bei Oberwolfach im Schwarzwald (Baden-Württemberg).
In den Vereinigten Staaten fand man Pucherit unter anderem in der „Pala Chief Mine“ am Chief Mountain, der „Stewart Mine“ am Tourmaline Queen Mountain im Pala District und der „Little Three Mine“ bei Ramona im San Diego County von Kalifornien sowie in der „Harding Mine“ im Picuris District des Taos Countys in New Mexico.
In Brasilien entstand das Mineral in der „Lavra da Posse“ bei São José de Brejaúba nahe Conceição do Mato Dentro im Bundesstaat Minas Gerais.
In Afrika bildete sich Pucherit unter anderem im Pegmatitgebiet Mutala bei Alto Ligonha (Provinz Zambezia) in Mosambik, im „Golconda-Prospekt“ bei Harare in Simbabwe sowie der „Rubikon Mine“ bei Karibib nahe der Farm Okongava Ost 72 in der namibischen Region Erongo. Daneben fand man das Mineral auf der afrikanischen Insel Madagaskar in Ambatomalaza im Sahatany-Pegmatitfeld (Mt.-Ibity-Gebiet) und dem Pegmatit Ampangabé im Distrikt Faratsiho in der Region Vakinankaratra.
In Australien kennt man das Mineral aus der Lithium-Lagerstätte Londonderry bei Nepean (Coolgardie Shire) in Western Australia und vom Morass Creek nördlich Benambra in Victoria.
Weitere Fundstellen befinden sich in Tschechien und Japan. Fundorte in der Schweiz und Österreich sind nicht bekannt.

## Verwendung

### Als Pigment
Bismutvanadat ist ein anorganisches, sehr grünstichiges Gelbpigment und stellt einen der wichtigsten Ersatzstoffe für die früher üblichen, heute als toxisch eingestuften, anorganischen Gelbpigmente Bleichromat PbCrO4 und Cadmiumsulfid CdS dar. Pucherit ist jedoch, genau wie seine Polymorphe Klinobisvanit und Dreyerit, für die industrielle Herstellung dieses Pigments nicht von Bedeutung.

### Als Rohstoff
Pucherit mit Endgliedzusammensetzung besteht zu etwa 72 % aus Bi2O3 und zu etwa 28 % aus V2O5. Aufgrund seiner Seltenheit ist das Mineral als Rohstoff für diese Elemente technisch völlig unbedeutend, stellt jedoch für den Mineraliensammler ein begehrtes Mineral dar.